# Seiko remixes 2000
『seiko remixes 2000』（セイコ・リミクシーズ・にせん）は、松田聖子（2枚目）のリミックス・アルバム。2000年9月27日発売。発売元は マーキュリー・ミュージックエンタテインメント。

## 解説
現在では、何かしらの影響で廃盤になっており入手困難となっているためか、一部の中古市場では稀少盤であるが高値で取引されている。

## 収録曲
1. チェリーブラッサム (DANCE☆MAN REMIX with THE BANDMAN)（4:13）
2. あなたに逢いたくて (FPM MIX for Lovers)（5:52）
3. Rock'n Rouge (AKAKAGE's Pure Pure Electro 3000)（4:50）
4. 渚のバルコニー (Veranda MIX)　（4:24）
5. ピンクのモーツァルト (Xtra Club MIX)（7:15）
6. あなたに逢いたくて (MALAWI ROCKS REMIX)（8:09）

## 関連作品
- SEIKO MATSUDA:RE-MIXES